# فردیناند پیئش
فردیناند پیئش (به آلمانی: Ferdinand Piëch) (زاده ۱۷ آوریل ۱۹۳۷ - درگذشته ۲۵ اوت ۲۰۱۹) کارآفرین، صنعتگر و مدیر ارشد اجرایی اتریشی بود ، که به‌عنوان رئیس هیئت مدیره بزرگترین شرکت خودروسازی جهان؛ گروه فولکس‌واگن فعالیت می‌کرد.
وی نوهٔ فردیناند پورشه (بنیانگذار کمپانی پورشه) بود و فعالیت‌های خود در صنعت خودروسازی را از کسب‌وکار خانوادگی یعنی پورشه آغاز نمود. سپس به شرکت آئودی پیوست و در پی طراحی و ساخت خودروهایی چون آئودی ۱۰۰ و آئودی کواترو، از سوی هیئت مدیره آئودی به‌عنوان مدیرعامل منصوب گردید. در طول دوران رهبری پیک، شرکت آئودی به یکی از بزرگترین خودروسازهای آلمان، مبدل شد و در کنار ابر شرکت‌هایی چون ب ام و و مرسدس بنز قرار گرفت.
در سال ۱۹۹۳ فردیناند پیئش به‌عنوان مدیر عامل اجرایی و رئیس هیئت مدیره گروه فولکس‌واگن منصوب گردید. شرکت خوشه‌ای با ساختار کنونی فولکس‌واگن حاصل مدیریت و رهبری پیئش بر این کمپانی می‌باشد.
لامبورگینی، بنتلی، بوگاتی، اشکودا، سیات، ام آ ان و آئودی توسط وی خریداری شدند و به هسته اصلی این گروه؛ فولکس‌واگن پیوست شدند. پیئش در ۶۵ سالگی بازنشسته شد، ولی تا پایان عمر همچنان ریاست هیئت مدیره این گروه را در اختیار داشت.